# 谢直
谢直（1917年3月17日—2016年2月11日），四川江津人（今重庆市江津区油溪镇金刚社区）。中华人民共和国政治人物。

## 生平
1934年9月中央军校第11期工兵科、陆军工兵学校第5期毕业。1939年4月，任军政部军务司要塞科少校科员，后任第18军18师中校工兵营长，1943年任工兵第16团上校副团长。1945年1月，任军政部兵役署国民兵科副科长，1948年夏，任第7编练司令部第1处少将处长兼驻渝联合办事处处长。1949年初，任川东绥靖公署军务处长，9月，任西南军政公署独立第366师师长，后隶属第112军指挥，12月24日，在四川郫县通电变节。中华人民共和国成立后，任湖北省人民政府参事主任，湖北省黄埔军校同学会会长，民革湖北省委主委，湖北省政协副主席，民革中央监察委员会常委。2016年2月11日，在武汉逝世，享年99岁。